# ۱۳۶ (قمری)
۱۳۶ (قمری)، صد و سی و ششمین سال در گاهشماری هجری قمری است. اول محرم این سال برابر با یازدهم ژوئیه سال ۷۵۳ میلادی است.

## درگذشتگان
- ۱۳ ذی‌الحجه - سفاح، نخستین خلیفهٔ عباسی